# 25. Armee (Wehrmacht)
Die 25. Armee / Armeeoberkommando 25 (AOK 25) war eine Kommandobehörde des Heeres der Wehrmacht während des Zweiten Weltkrieges. Sie war Oberkommando jeweils wechselnder Armeekorps sowie zahlreicher Spezialtruppen. Ab April 1945 trug sie die Bezeichnung Festung Holland.

## Geschichte
Das Armeeoberkommando 25 wurde Anfang November 1944, kurz nach dem Ende der Schlacht an der Scheldemündung, an der Westfront aus den Stäben des Wehrmachtbefehlshabers Niederlande sowie der aufgelösten Armeeabteilung Kleffel (vormals Narwa, daraus wurde später dann Grasser) gebildet und der ebenfalls neu gebildeten Heeresgruppe H unter Generaloberst Kurt Student unterstellt. Der Wehrmachtbefehlshaber General der Flieger Friedrich Christiansen übernahm zugleich die Führung der Armee. Bis zum Beginn der deutschen Ardennenoffensive (16. Dezember 1944) wurde die Tarnbezeichnung AOK 15 verwendet, um die Verschiebung der 15. Armee in den Raum Aachen, wo diese die für den Einsatz bei der Offensive vorgesehene 5. Panzerarmee ablöste, zu verschleiern.

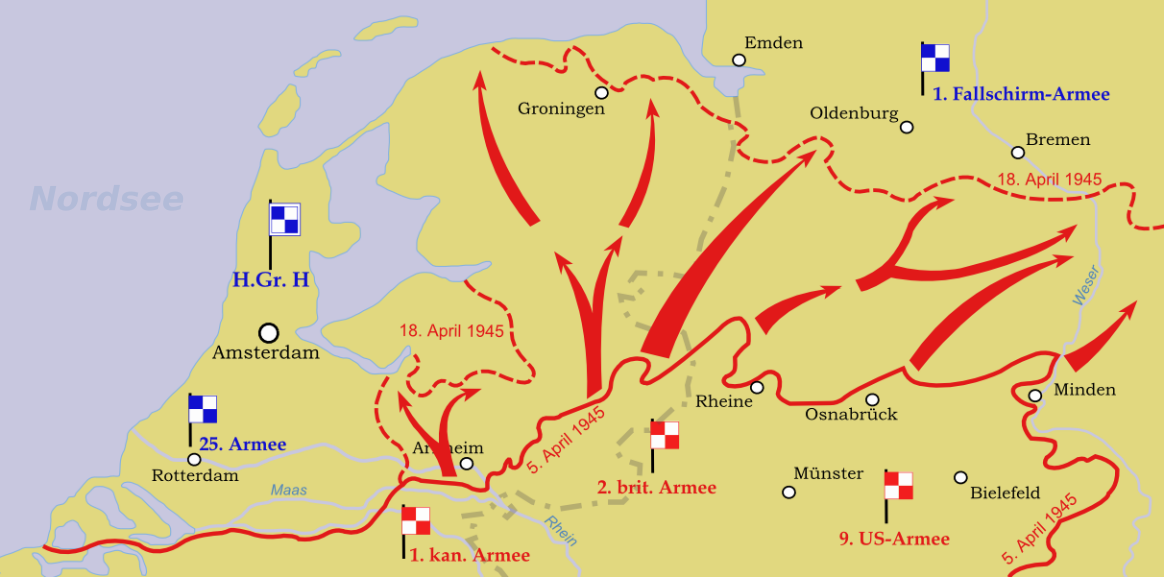
Britisch-kanadischer Vormarsch im April 1945

Ende März 1945 erkämpfte sich die britische 2. Armee im Rahmen der Operation Plunder den Übergang über den Rhein zwischen Emmerich und Wesel, wodurch die Heeresgruppe H in eine schwierige Lage geriet. General Günther Blumentritt, der seit Ende Januar die 25. Armee führte, musste zu diesem Zeitpunkt anstelle des verwundeten Alfred Schlemm die Führung der 1. Fallschirmarmee übernehmen. Die stellvertretende Armeeführung übernahm für ihn der Kommandierende General des XXX. Armeekorps Philipp Kleffel. Von dem Brückenkopf bei Emmerich aus begann das II. Korps der kanadischen 1. Armee in den ersten Apriltagen einen Ausbruch nach Norden, infolge dessen der Zusammenhalt der deutschen Front nicht mehr aufrechtzuerhalten war. Am 7. April erfolgte die Umbenennung der 25. Armee in „Festung Holland“, am gleichen Tag wurde die Heeresgruppe H in „Oberbefehlshaber Nordwest“ umbenannt. Der bisherige Oberbefehlshaber der Heeresgruppe, Generaloberst Johannes Blaskowitz, wurde durch Generalfeldmarschall Ernst Busch abgelöst und übernahm den Befehl über die „Festung Holland“.
Am 4. Mai wurde bei Wendisch Evern in der Nähe von Lüneburg die Teilkapitulation der Wehrmacht für Nordwestdeutschland, Dänemark und die Niederlande mit dem Befehlshaber der 21st Army Group Bernard Montgomery vereinbart, die am nächsten Morgen um 7:00 Uhr in Kraft trat. Ende Mai begann unter kanadischer Aufsicht in Fußmärschen die Repatriierung der deutschen Truppen aus den Niederlanden in Gefangenenlager in der britischen Besatzungszone. Einige Einheiten, meist Pioniere, blieben in niederländischem Gewahrsam zurück, um für Minenräumung eingesetzt zu werden.

## Personen
| Dienstzeit                            | Dienstgrad             | Name                              |
| ------------------------------------- | ---------------------- | --------------------------------- |
| 10. November 1944 bis 29. Januar 1945 | General der Flieger    | Friedrich Christiansen            |
| 29. Januar bis 28. März 1945          | General der Infanterie | Günther Blumentritt (m. d. F. b.) |
| 28. März bis 7. April 1945            | General der Kavallerie | Philipp Kleffel (m.d.st.F.b.)     |
| 7. April 1945 bis zur Kapitulation    | Generaloberst          | Johannes Blaskowitz               |

| Dienstzeit                          | Dienstgrad      | Name          |
| ----------------------------------- | --------------- | ------------- |
| 10. November 1944 bis 7. April 1945 | Generalleutnant | Paul Reichelt |

| Dienstzeit                 | Dienstgrad | Name            |
| -------------------------- | ---------- | --------------- |
| 20. November 1944 bis 1945 | Oberst     | Hermann Rehm    |
| 1945 bis 7. April 1945     | Oberst     | Paul Müncheberg |

## Gliederung

### Gliederung am 31. Dezember 1944
- XXX. Armeekorps zur besonderen Verfügung
  - Kampfgruppe 346. Infanterie-Division
- LXXXVIII. Armeekorps
  - 712. Infanterie-Division
  - 6. Fallschirmjäger-Division
  - 2. Fallschirmjäger-Division

### Gliederung vom 26. Januar bis 1. Februar 1945
- XXX. Armeekorps zur besonderen Verfügung
  - Kampfgruppe 346. Infanterie-Division
- LXXXVIII. Armeekorps
  - 6. Fallschirmjäger-Division
  - 2. Fallschirmjäger-Division

### Gliederung vom 19. Februar bis 1. März 1945
- XXX. Armeekorps zur besonderen Verfügung
  - Kampfgruppe 346. Infanterie-Division
- LXXXVIII. Armeekorps
  - Stab 331. Infanterie-Division
  - 2. Fallschirmjäger-Division

### Gliederung vom 31. März 1945
- Armeeabteilung Kleffel (XXX. Armeekorps zur besonderen Verfügung)
  - Alarmeinheiten
- LXXXVIII. Armeekorps
  - 34. SS-Freiwilligen-Grenadier-Division „Landstorm Nederland“
  - 346. Infanterie-Division und Regimentsgruppe der 361. Volksgrenadier-Division